# 拾穗
《拾穗者》（法語：Des glaneuses），或译《播种者》，是法國巴比松派畫家讓-弗朗索瓦·米勒最著名的作品之一，繪於1857年，同年展出于巴黎沙龙。现藏于奧塞美術館。
《拾穗者》以《舊約聖經》路得記-路得與波阿斯的記載為藍本。路得在波阿斯田裏撿麥穗，供養她的婆婆拿俄米，反映農民要讓貧苦人撿拾收割後遺留穗粒以求溫飽一事。該畫除了描繪三名農婦在金黃色麥田撿拾麥穗情景外，其金黃陽光、彎腰等細節，亦呈現「英雄史詩般的崇高意境」。畫面上三位不同年紀的女性，表現出勞動家庭的命運。農地監督者坐於馬背上眺望，刻劃出當時的社會狀態。遠方的教堂流露出一股近似宗教情操的崇高性。

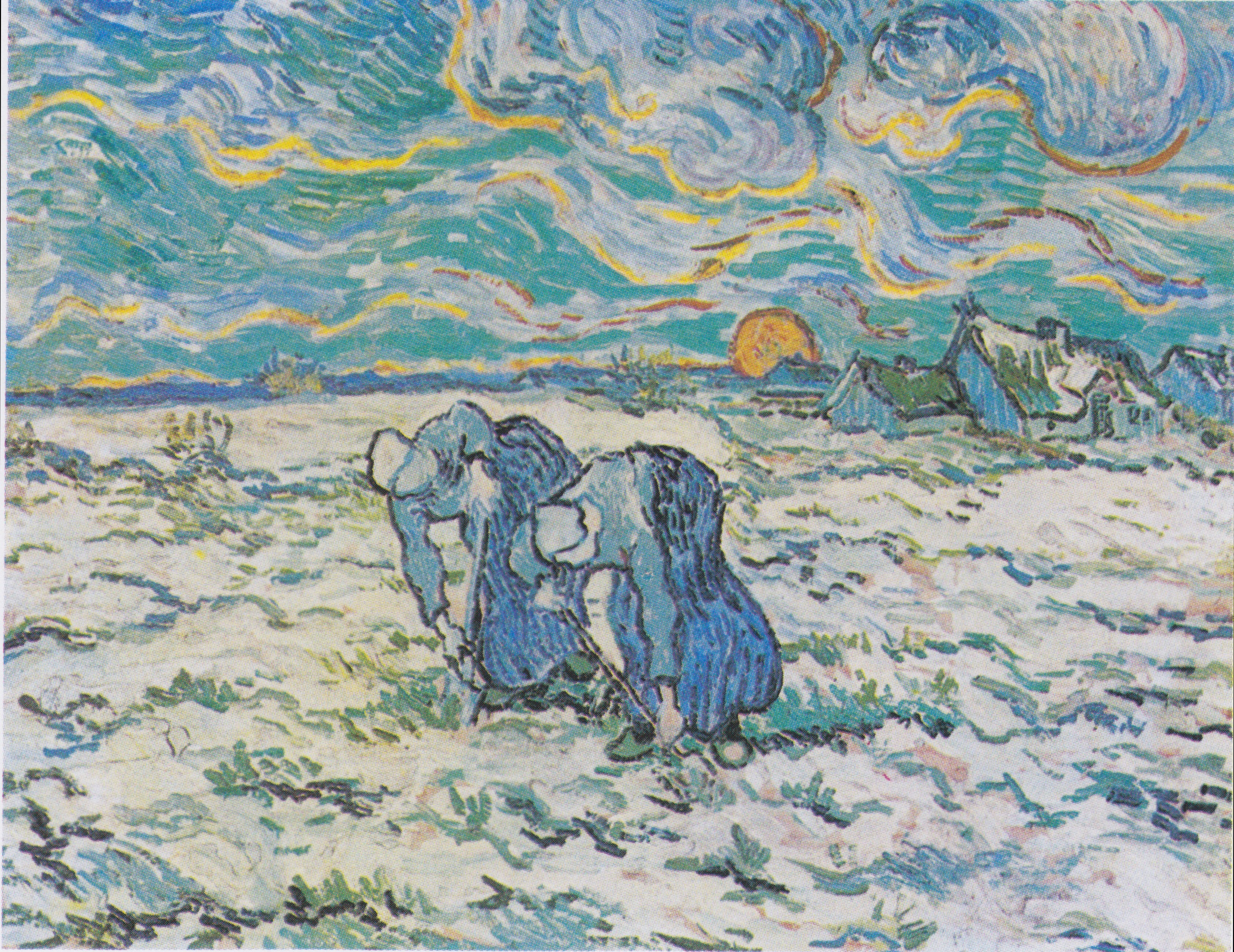
《夕阳下两位农妇开掘积雪覆盖的田地》，梵高，1890，布爾勒收藏展覽館

米勒生長於諾曼第的農場，本圖是他在約35歲以前苦覓藝術方向時的代表作。他討厭巴黎瘋狂似的氣氛及噪音，在《拾穗者》中初次探用寫實主義的手法。其素描簡潔紮實，又對風景處理詳細得宜，功力引人注目。馬車、馬、房子、樹木、雜草等背景，以及小人影的設置，是此一廣大的勞動場面所不可或缺的元素。米勒的作品中常以人物為中心，一如其他巴比松派畫家那樣。後來，梵谷臨摹過米勒的作品，毕沙罗、雷诺瓦和秀拉也曾受到其影响。